# H. Olliver Twisted

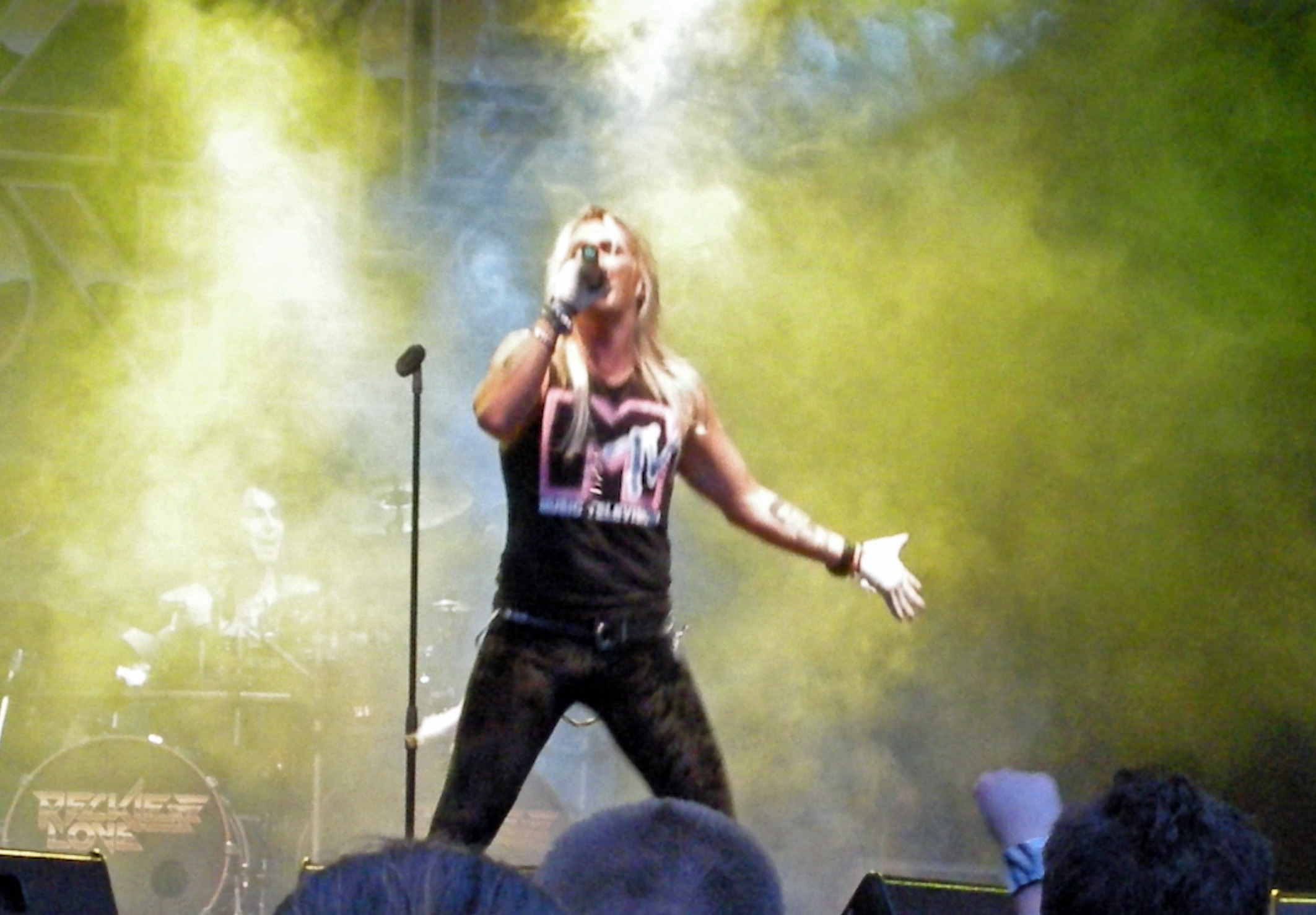
Olli Herman con Reckless Love en el Skogsröjet festival, Rejmyre, Suecia, 2012

Olli Herman Kosunen (nacido el 19 de mayo de 1983, en Kuopio, Finlandia), también conocido como H. Olliver Twisted, es un cantante finlandés que fue el exvocalista de la banda sueca de sleaze metal Crashdïet. Twisted es actualmente miembro de la banda finlandesa de glam metal de Reckless Love.

## Carrera
Antes de que él fuera un miembro de la banda de Glam Metal finlandesa, Reckless Love, fue miembro de la banda, Crashdïet. Lanzaron un EP en 2006 llamado, Speed Princess. En 2007 se unió a la banda de hard rock sueca Crashdïet, para sustituir su antiguo cantante Dave Lepard, que murió en enero del año anterior. Lanzado un álbum con Crashdïet, The Unattractive Revolution, que incluyó los sencillos: "In The Raw" y "Falling Rain". Fue en una gira mundial con la banda para promocionar el álbum. El 13 de julio de 2008 Olliver sale de Crashdïet para dedicarse a su otra banda, Reckless Love. El último concierto fue en SommarRock en Svedala, Suecia el 11 de julio de 2008. Con Reckless Love ha lanzado un total de cinco álbumes: Reckless Love (2010), Animal Attraction (2011), Spirit (2013), Invader (2016) y Turborider (2022)

## Vida personal
Oliver Twisted se casó con su novia Noora Niemelä el 11 de febrero de 2012 en Tampere, Finlandia. Además, Oliver y Noora son los personajes principales del video musical "Animal Attraction" de Reckless Love.  El 9 de febrero de 2017, Twisted confirmó a los titulares de la prensa finlandesa sobre su divorcio con Noora Niemela.

## Discografía

### Crashdïet
- Unattractive Revolution - 2007

### Reckless Love
- Speed Princess (EP) - 2006

- Reckless Love - 2010

- Animal Attraction - 2011

- Spirit - 2013

- InVader - 2016

- Turborider - 2022

### Singles / Ep's
- So Yeah!! (2004)

- TKO (2005)

- Light But Heavy (2005)

- Speed Princess (2006)

- One More Time -digisingle (2009)

- Beautiful Bomb single (2009)

- Romance (2010)

- Badass/Get Electric (2010)

- Hot (2011)

- Animal Attraction (2011)

- On The Radio (2012)

- Born To Break Your Heart (2012)

- Night On Fire (2013)

### Solista
- Hei vaan moi (2017)
- Tahdon vaan ajaa (2018)
- Kuolonmessu (2018)
- Mä Haluun Sut (2019)
- 1 tapa rakastaa (2020)